# قرار مجلس الأمن التابع للأمم المتحدة رقم 832
قرار مجلس الأمن التابع للأمم المتحدة رقم 832، الذي اتخذ بالإجماع في 27 أيار / مايو 1993، بعد التذكير بالقرارات 637 (1989)، 693 (1991)، 714 (1991)، 729 (1992)، 784 (1992) و791 (1992)، أشار إلى تقرير للأمين العام بطرس بطرس غالي ووسع ولاية بعثة مراقبي الأمم المتحدة في السلفادور لتشمل مراقبة العملية الانتخابية.
ورحب المجلس بجهود الأمين العام لدعم التنفيذ الكامل للاتفاقات بين السلفادور وجبهة فارابوندو مارتي للتحرير الوطني. كما أشار إلى أنه بعد ستة عشر شهراً من إعلان وقف إطلاق النار، أحرزت عملية السلام تقدماً ملحوظاً، وأكد أن المشاكل المتبقية لا تشكل عقبات أمام عملية السلام. وأشار المجلس إلى أن السلفادور طلبت من الأمم المتحدة مراقبة الانتخابات التي كان من المقرر إجراؤها في آذار / مارس 1994 وقبلت الأمم المتحدة الدعوة.
وقرر مجلس الأمن توسيع ولاية بعثة مراقبي الأمم المتحدة في السلفادور لتشمل مراقبة الانتخابات في آذار / مارس 1994، وفي نفس الوقت، مدد ولايتها حتى 30 تشرين الثاني / نوفمبر 1993. كما سيشرف على تشكيل لجنة الانتخابات. ودعم المجلس أيضاً موقف الأمين العام بأن الانتخابات ستكون تتويجاً لعملية السلام برمتها في السلفادور.
وحث القرار حكومة السلفادور وجبهة فارابوندو مارتي للتحرير الوطني على الالتزام باتفاقات اتفاقات السلام، بما في ذلك نقل ملكية الأراضي، وإعادة إدماج المحاربين السابقين والجرحى، ونشر الشرطة المدنية، والإنهاء التدريجي للشرطة الوطنية وتطهير الجيش ولجنة الحقاءق.
وطُلب من جميع البلدان المساهمة في عملية السلام في السلفادور، وطُلب من الأمين العام إبقاء المجلس على علم بالتطورات الأخرى قبل انتهاء فترة الولاية الجديدة.

## روابط خارجية
- نص القرار في undocs.org